# 九龍巴士88K線
九龍巴士88K線是香港新界沙田區的一條巴士路線。來往顯徑及駿景園，途經隆亨邨、新翠邨、大圍站、美林邨、沙田市中心、源禾路（瀝源邨、禾輋邨）、火炭站及銀禧花園。

## 歷史
本路線的前身可追溯至1974年7月1日起開辦的88（顯田↔小瀝源，沙田區首條區內線），先後分拆為88A（顯田↔沙田墟）及88B（大圍↔火炭，1979年1月25日延長至何東樓）。1982年5月7日，88A及88B合併成本路線，服務原有區域，1982年8月20日起繞經沙田火車站，1983年6月17日起繞經銀禧體育中心。
最初是來往顯田及何東樓，每晚八時後更只來往大圍至何東樓，直至1984年4月29日起所有班次均來往顯徑至何東樓，並改經田心街及顯徑街，1984年12月2日起改經沙田市中心，顯田總站於1986年11月2日起改稱顯徑，同時改經樂景街，何東樓總站於1996年9月1日起改稱駿景園。
本線由1988年4月25日至2005年8月27日(馬鐵通車後)期間，增設平日上午由顯徑單向往大圍火車站的特別班次（1996年6月10日起，正名為88S）；由1989年9月18日至2001年7月16日期間，增設平日下午由沙田市中心單向往顯徑的特別班次（1994年2月20日起，更擴展至每日早上至黃昏雙向服務，正名為88P），取消後該位置改作269D線往天富方向分站。
本線由1996年6月15日起派出低地台單層空調巴士行走，由1999年5月10日起與九龍巴士87A線推出了全港第一個八達通轉乘優惠，由1999年12月15日起以雙層空調巴士取代單層空調巴士，由2006年7月29日起因沙田區議會向九龍巴士公司反映，更將餘下兩部非空調巴士，換成全線由空調巴士行走及降低全程車費至$3.9。另外，新界區專線小巴803K線投入服務後，本線在大圍火車站上落車的乘客大減，因此在同日起往駿景園方向不再駛入大圍火車站。
2007年1月15日起，九鐵巴士K11取消，本線短暫增設火炭火車站往駿景園$3.2分段收費，至同年12月1日兩鐵合併前夕取消該分段。
2015年9月5日：增設到站時間預報。

## 服務時間及班次
| 顯徑開           | 顯徑開      | 顯徑開       | 駿景園開         | 駿景園開    | 駿景園開     |
| 日期             | 服務時間    | 班次（分鐘） | 日期             | 服務時間    | 班次（分鐘） |
| ---------------- | ----------- | ------------ | ---------------- | ----------- | ------------ |
| 星期一至五       | 05:30-07:10 | 20           | 星期一至五       | 05:30-06:30 | 20           |
| 星期一至五       | 07:10-07:55 | 15           | 星期一至五       | 06:45       | 06:45        |
| 星期一至五       | 07:55-19:35 | 20           | 星期一至五       | 07:00-09:00 | 20           |
| 星期一至五       | 19:35-20:50 | 25           | 星期一至五       | 09:00-12:20 | 25           |
| 星期一至五       | 20:50-00:20 | 30           | 星期一至五       | 12:20-03:00 | 20           |
|                  |             |              | 星期一至五       | 15:00-16:45 | 15           |
| 16:45-20:25      | 20          |              | 星期一至五       |             |              |
| 20:25-21:40      | 25          |              | 星期一至五       |             |              |
| 21:40-00:40      | 30          |              | 星期一至五       |             |              |
| 星期六           | 05:30-07:00 | 30           | 星期六           | 05:30-06:30 | 30           |
| 星期六           | 07:00-16:00 | 20           | 星期六           | 06:30-14:50 | 20           |
| 星期六           | 16:00-18:00 | 15           | 星期六           | 14:50-18:50 | 15           |
| 星期六           | 18:00-20:20 | 20           | 星期六           | 18:50-21:10 | 20           |
| 星期六           | 20:20-00:20 | 30           | 星期六           | 21:10-00:40 | 30           |
| 星期日及公眾假期 | 05:30-08:00 | 30           | 星期日及公眾假期 | 05:30       | 05:30        |
| 星期日及公眾假期 | 08:55       | 08:55        | 星期日及公眾假期 | 06:00-07:15 | 25           |
| 星期日及公眾假期 | 08:55-15:15 | 20           | 星期日及公眾假期 | 07:15-14:35 | 20           |
| 星期日及公眾假期 | 15:15-18:00 | 15           | 星期日及公眾假期 | 14:35-18:50 | 15           |
| 星期日及公眾假期 | 18:00-20:20 | 20           | 星期日及公眾假期 | 18:50-21:10 | 20           |
| 星期日及公眾假期 | 20:20-00:20 | 30           | 星期日及公眾假期 | 21:10-00:40 | 30           |

## 收費
全程：$5.2
| - 本線設有12歲以下小童及65歲或以上長者半價優惠。 - 65歲或以上香港居民使用「樂悠咭」，以及12歲以下合資格殘疾兒童使用「殘疾人士身份」個人八達通繳付車資，均可享有每程$2.0或半價（以較低者為準）的票價優惠；12至64歲合資格殘疾人士使用「殘疾人士身份」個人八達通（包括「樂悠咭」），以及60至64歲香港居民使用「樂悠咭」繳付車資，均可享有每程$2.0或全費（以較低者為準）的票價優惠。 - 65歲或以上長者如使用長者或一般個人八達通繳付車資，則只可享有半價優惠；12至64歲合資格殘疾人士如不使用「殘疾人士身份」個人八達通，以及60至64歲人士如不使用「樂悠咭」繳付車資，必須繳付全費。 - 乘客可以現金或八達通於上車時付款，不設找續。 - 每位成人乘客可免費攜帶最多兩名4歲以下而不佔座位的兒童乘客乘車，超額之4歲以下小童必須繳付小童車費乘車。 - 持有「九巴月票」之乘客在車票有效期內，每日可享最多10程任何九龍巴士及龍運巴士路線（包括本路線，以及聯營路線的九龍巴士／龍運巴士提供的班次；惟乘搭機場「A」及「NA」線則可享原價二七折優惠（不會計算每天10次合資格車程））；而B1線則每日可享最多各2程（不會計算每天10次合資格車程）。 - 九龍巴士、城巴、龍運巴士及陽光巴士全職員工及家屬（不包括外判職員）可免費乘搭本路線，惟必須拍職員或職員家屬八達通。 - 乘客亦可透過多元化電子支付系統（e度嘟）繳付車資，包括使用非接觸式VISA卡、JCB卡、萬事達卡、銀聯卡、美國運通、大來國際、Discover Card、Apple Pay、Google Pay、Samsung Pay、AlipayHK「易乘碼」、支付寶、WeChatHK／微信支付「搭車碼」、銀聯雲閃付「乘車碼」及BOC Pay「乘車碼」。乘客使用此付款方式，使用此支付方式的乘客可享有中途下車之分段收費，以及與其他九巴／龍運獨營路線或聯營線九巴／龍運班次之轉乘優惠，惟不適用於與非九巴／龍運路線之轉乘優惠，亦不能享有「公共交通費用補貼計劃」及「長者及合資格殘疾人士公共交通票價優惠計劃」。 |

### 八達通轉乘優惠
乘客登上本線後150分鐘內以同一張八達通卡轉乘以下路線，或從以下路線登車後150分鐘內以同一張八達通卡轉乘本線，次程可獲車資折扣優惠：
88K←→荃葵青路線
- 88K任何方向 → 47X、49X/P、249X往荃灣／葵青，次程可獲$4.2折扣優惠
- 88K往顯徑 → 48X往灣景花園，次程可獲$4.9折扣優惠
- 47X、48X、49X、249X往沙田 → 88K任何方向，次程可獲$4.2折扣優惠

88K←→299X，次程可獲$4.2折扣優惠
- 88K任何方向 → 299X往西貢
- 299X往沙田 → 88K任何方向

88K←→九龍路線
- 88K任何方向 → 81C/281B、85、86或89往九龍，次程可獲$4.2折扣優惠
- 88K往駿景園 → 81往佐敦，次程可獲$4.7折扣優惠
- 88K往顯徑 → 81往佐敦，次程可獲$4.2折扣優惠
- 88K往顯徑 → 87B往維港灣，次程車資全免
- 81C、85、86或89往沙田 → 88K任何方向，次程可獲$4.2折扣優惠
- 81往禾輋 → 88K往顯徑，次程車資全免
- 81往禾輋 → 88K往駿景園，次程可獲$4.2折扣優惠
- 87B往新田圍 → 88K往駿景園，次程車資全免

## 使用車輛

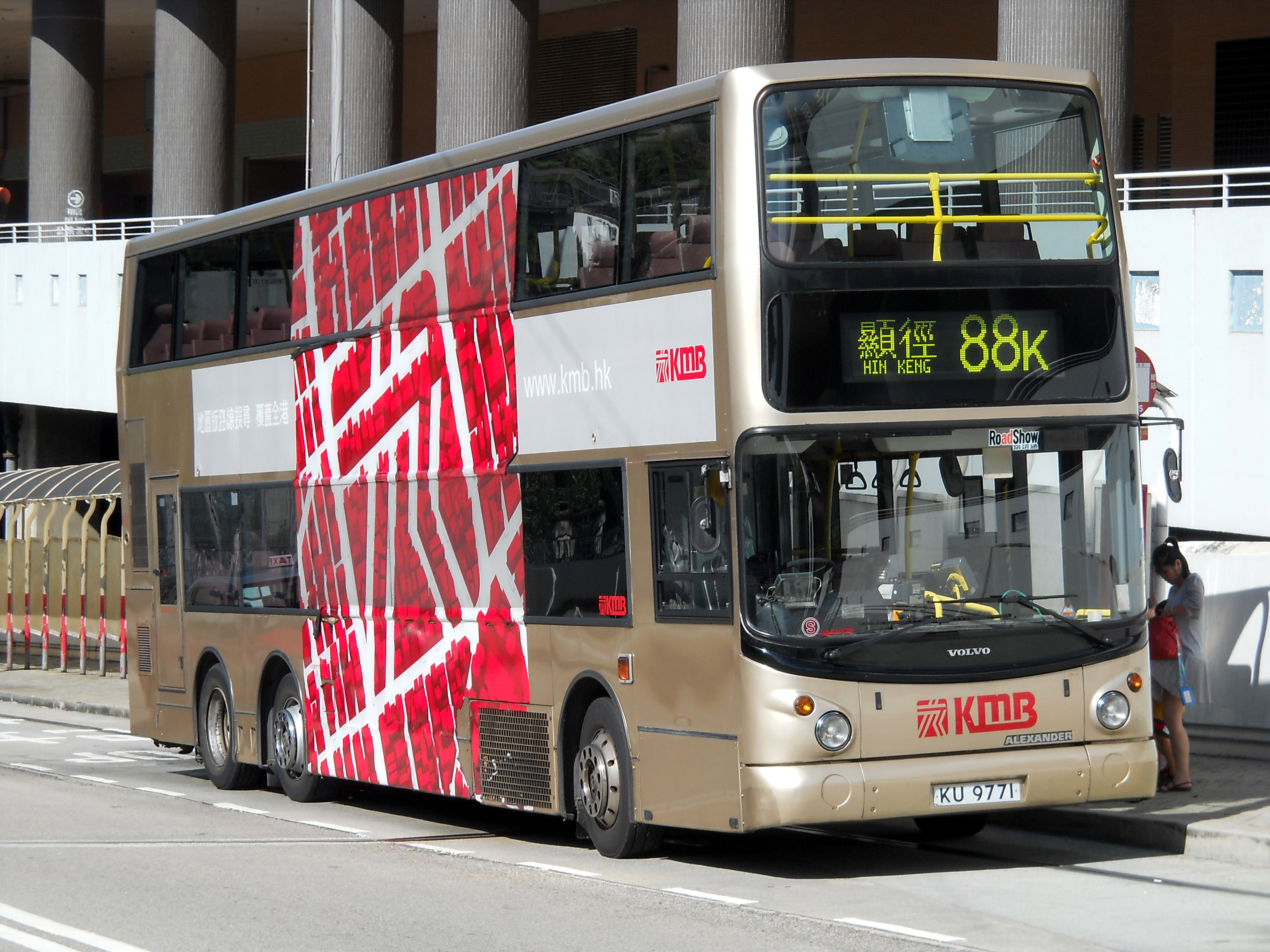
富豪超級奧林比安12米（3ASV）行走88K線（2010年）

本線直至1980年代中期仍然採用亞比安EVK41XL行駛，於1990年代長期使用利蘭奧林比安11米掛帥，1996年6月15日起更一度派出低地台單層空調巴士行走。到2000年代初以富豪奧林比安11米（AV），丹尼士三叉戟空調12米（ATR），及富豪超級奧林比安12米（3ASV）行走。
現時獲派5輛富豪B9TL 12米（AVBE）及3輛亞歷山大丹尼士Enviro 500 MMC 12米（ATENU），均屬沙田車廠。
| 車隊編號  | 車牌   |
| --------- | ------ |
| AVBE16    | MT 593 |
| AVBE83    | NG1954 |
| ATENU311  | SW1912 |
| ATENU433  | TE8077 |
| ATENU748  | TS3718 |
| ATENU1688 | SV4082 |

## 行車路線

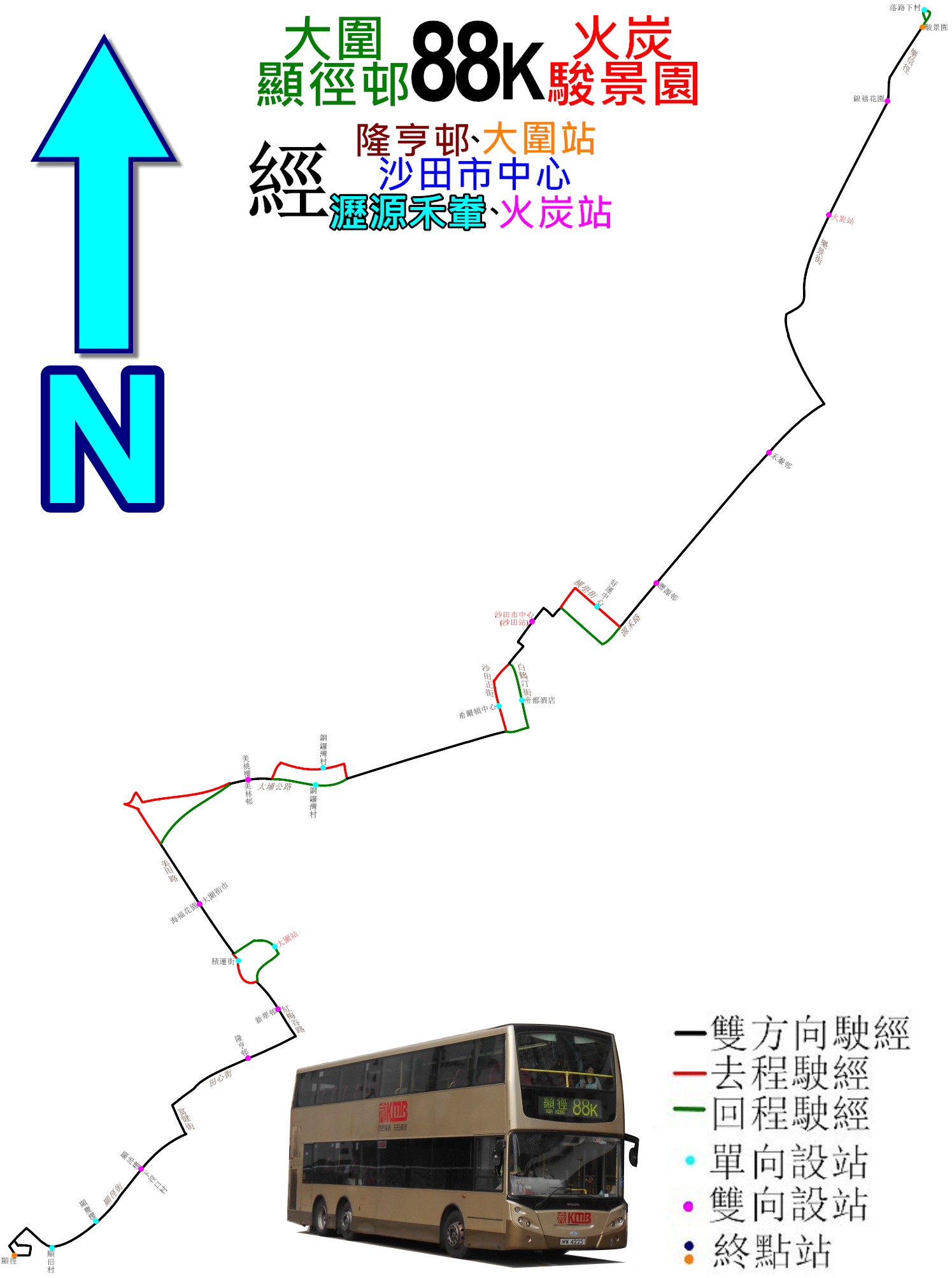
88K線的走線圖

顯徑開經：車公廟路、顯徑街、富健街、田心街、紅梅谷路、美田路、大埔公路—大圍段、沙田正街、沙田市中心巴士總站、沙田正街、橫壆街、源禾路、火炭路、樂景街及樂信徑。
駿景園開經：樂信徑、樂景街、火炭路、源禾路、沙田鄉事會路、沙田市中心巴士總站、沙田正街、白鶴汀街、沙田正街、大埔公路—大圍段、大圍道、美田路、車公廟路、大圍站公共運輸交匯處、美田路、紅梅谷路、田心街、富健街、顯徑街及車公廟路。

### 沿線車站
| 顯徑開 | 顯徑開         | 顯徑開             | 駿景園開 | 駿景園開       | 駿景園開             |
| 序號   | 車站名稱       | 位置               | 序號     | 車站名稱       | 位置                 |
| ------ | -------------- | ------------------ | -------- | -------------- | -------------------- |
| 1      | 顯徑巴士總站   | 顯徑巴士總站       | 1        | 駿景園巴士總站 | 駿景園巴士總站       |
| 2      | 顯徑邨顯慶樓   | 顯徑街             | 2        | 銀禧花園       | 樂景街               |
| 3      | 顯徑邨顯沛樓   | 顯徑街             | 3        | 火炭站         | 樂景街               |
| 4      | 隆亨邨         | 田心街             | 4        | 禾輋邨         | 源禾路               |
| 5      | 新翠邨         | 紅梅谷路           | 5        | 瀝源邨         | 源禾路               |
| 6      | 積運街         | 美田路             | 6        | 沙田市中心     | 沙田市中心巴士總站   |
| 7      | 海福花園       | 美田路             | 7        | 帝都酒店       | 白鶴汀街             |
| 8      | 美林邨美桃樓   | 大埔公路－大圍段   | 8        | 銅鑼灣村       | 大埔公路－大圍段     |
| 9      | 銅鑼灣村       | 大埔公路－大圍段   | 9        | 美林邨         | 大埔公路－大圍段     |
| 10     | 希爾頓中心     | 沙田正街           | 10       | 大圍街市       | 美田路               |
| 11     | 沙田市中心     | 沙田市中心巴士總站 | 11       | 大圍站巴士總站 | 大圍站公共運輸交匯處 |
| 12     | 好運中心       | 橫壆街             | 12       | 新翠邨         | 紅梅路               |
| 13     | 瀝源邨         | 源禾路             | 13       | 隆亨邨         | 田心街               |
| 14     | 禾輋邨         | 源禾路             | 14       | 下徑口村       | 顯徑街               |
| 15     | 火炭站         | 樂景街             | 15       | 顯田村         | 顯徑街               |
| 16     | 銀禧花園       | 樂景街             | 16       | 顯徑巴士總站   | 顯徑巴士總站         |
| 17     | 落路下村       | 樂信徑             |          |                |                      |
| 18     | 駿景園巴士總站 | 駿景園巴士總站     |          |                |                      |

## 利用狀況
此路線主要方便火炭及大圍居民往來新城市廣場，或轉乘港鐵東鐵綫，同時亦途經學校林立的瀝源邨、禾輋邨，繁忙時間有不少乘客乘搭，假日亦有很多市民到新城市廣場逛街購物。本線由大圍至禾輋之間的路段與80K線相同，但由於80K線本身客量也很高，加上沙田馬場又鄰近銀禧花園，而馬場特別路線收費高昂，也是離沙田馬場以及彭福公園最接近的常規巴士路線，不少馬迷寧改搭此路線，因此客量相當不俗。
自屯馬綫一期通車後，顯徑一帶居民可以改乘較的港鐵屯馬線於大圍轉車到達沙田市中心及火炭工業區，導致本線客量出現一定程度的流失，不過顯耀邨，顯徑邨部分樓宇至下徑口村一帶也遠離顯徑站，同時屯馬線也需要轉車和在大圍站步行一段距離，本線仍有一定的客量支持。

## 嚴重意外
2021年11月18日晚上11時許，一輛駿景園開往顯徑的88K，在大圍成運路2-8號對開一段上斜司機入錯線之後撞壆翻側，造成1死11人受傷，其中1人重傷。肇事司機事後被控一項危駕致他人死亡及危駕致他人身體嚴重受傷罪，在2022年12月30日區域法院暫委法官周燕珠判處被判囚42個月，停牌5年及須參加駕駛改進課程。

## 外部連結
- 九巴88K線資料 （页面存档备份，存于）
- 681巴士總站 （页面存档备份，存于）